# Fen Hu
Fen Hu (kinesiska: 汾湖) är en sjö i Kina. Den ligger i den östra delen av landet, 1 100 km söder om huvudstaden Peking.